# Зосін (Влоцлавський повіт)
Зосін (пол. Zosin) — село в Польщі, у гміні Любане Влоцлавського повіту Куявсько-Поморського воєводства.
Населення — 121 особа (2011).
У 1975-1998 роках село належало до Влоцлавського воєводства.

## Демографія
Демографічна структура станом на 31 березня 2011 року:
|          | Загалом | Допрацездатний вік | Працездатний вік | Постпрацездатний вік |
| -------- | ------- | ------------------ | ---------------- | -------------------- |
| Чоловіки | 60      | 12                 | 39               | 9                    |
| Жінки    | 61      | 13                 | 38               | 10                   |
| Разом    | 121     | 25                 | 77               | 19                   |